# Parvoscincus kitangladensis
Parvoscincus kitangladensis — вид сцинкоподібних ящірок родини сцинкових (Scincidae). Ендемік Філіппін.

## Поширення і екологія
Parvoscincus kitangladensis мешкають на схилах гори Кітанглад на острові Мінданао. Вони живуть у вологих гірських тропічних лісах, серед опалого листя. Зустрічаються на висоті від 1500 до 2200 м над рівнем моря.